# Сітрес-Гіллс (Флорида)
Сітрес-Гіллс (англ. Citrus Hills) — переписна місцевість (CDP) в США, в окрузі Цитрус штату Флорида. Населення — 9302 особи (2020).

## Географія
Сітрес-Гіллс розташований за координатами 28°53′13″ пн. ш. 82°25′51″ зх. д. / 28.88694° пн. ш. 82.43083° зх. д. (28.886829, -82.430749).  За даними Бюро перепису населення США в 2010 році переписна місцевість мала площу 25,13 км², з яких 25,11 км² — суходіл та 0,01 км² — водойми.

## Демографія
Згідно з переписом 2010 року, у переписній місцевості мешкало 7470 осіб у 3402 домогосподарствах у складі 2669 родин. Густота населення становила 297 осіб/км².  Було 4037 помешкань (161/км²).
Расовий склад населення:
| - 89,4 % — білих - 6,5 % — азіатів - 2,3 % — чорних або афроамериканців - 0,1 % — корінних американців |

До двох чи більше рас належало 1,0 %. Частка іспаномовних становила 5,3 % від усіх жителів.
За віковим діапазоном населення розподілялося таким чином: 10,7 % — особи молодші 18 років, 44,3 % — особи у віці 18—64 років, 45,0 % — особи у віці 65 років та старші. Медіана віку мешканця становила 63,4 року. На 100 осіб жіночої статі у переписній місцевості припадало 94,2 чоловіків;  на 100 жінок у віці від 18 років та старших — 93,3 чоловіків також старших 18 років.
Середній дохід на одне домашнє господарство  становив 82 122 долари США (медіана — 58 465), а середній дохід на одну сім'ю — 84 280 доларів (медіана — 59 228). Медіана доходів становила 41 438 доларів для чоловіків та 31 234 долари для жінок. За межею бідності перебувало 4,0 % осіб, у тому числі 11,7 % дітей у віці до 18 років та 2,6 % осіб у віці 65 років та старших.
Цивільне працевлаштоване населення становило 2138 осіб. Основні галузі зайнятості: освіта, охорона здоров'я та соціальна допомога — 34,5 %, роздрібна торгівля — 15,8 %, фінанси, страхування та нерухомість — 8,4 %, мистецтво, розваги та відпочинок — 7,6 %.